# جولز سيتروك
جولز سيتروك (بالفرنسية: Jules Sitruk)‏ (و. 1990 – م) هو ممثل من فرنسا .

## روابط خارجية
- جولز سيتروك على موقع IMDb (الإنجليزية)
- جولز سيتروك على موقع ألو سيني (الفرنسية)
- جولز سيتروك على موقع أول موفي (الإنجليزية)
- جولز سيتروك على موقع قاعدة بيانات الأفلام السويدية (السويدية)
- جولز سيتروك على موقع قاعدة بيانات الفيلم (الإنجليزية)
- جولز سيتروك على موقع كينوبويسك (الروسية)